# Advocacia administrativa (crime)
Advocacia administrativa é um crime previsto no artigo 321 do Código Penal Brasileiro que trata da utilização indevida das facilidades de cargo ou função, por servidor público, no intuito de fazer prevalecer ou fazer influir o seu peso funcional sobre a prática de atos administrativos.
Um caso notável inclui o que ocorreu em 2022 com o governador de Santa Catarina, Carlos Moisés, que foi acusado de calúnia eleitoral por imputar ao candidato a governador, Jorginho Mello, o crime de advocacia administrativa ao tentar interferir na manutenção de um contrato de uma empresa com o Estado.